# Institut Pasteur de Lille
Pour les articles homonymes, voir IPL.
L'Institut Pasteur de Lille (Pasteur-Lille, parfois appelé par son acronyme IPL) est une fondation privée totalement indépendante de l'Institut Pasteur de Paris, créée avec l'accord de Louis Pasteur. Reconnu d'utilité publique en 1898, il fait partie du Réseau international des instituts Pasteur. Il est associé à l'Université de Lille, au CHU de Lille, à l'Inserm et au CNRS. Il a comme activité le développement des recherches fondamentales et appliquées sur toutes questions théoriques ou pratiques liées à la santé de l'Homme et de son environnement, et de leurs conséquences sur la santé publique.
Indépendant financièrement, les subventions ne représentent que 25 % de ses ressources. Les dons, legs et mécénat sont donc très importants et financent la recherche fondamentale.

## Historique

### Création
Louis Pasteur est le premier doyen de la faculté des sciences de Lille de 1854 à 1857, localisée rue des Arts ; il y met au point les bases de la microbiologie moderne avec l'aide des brasseurs du Nord. Il est un membre actif de la Société des sciences, de l'agriculture et des arts de Lille. Il quitte Lille pour Paris en 1857 pour devenir directeur de l'École normale supérieure (ENS).
À la suite d’une importante épidémie de diphtérie à Lille en 1894, le conseil d’hygiène décide en novembre de cette même année de se rendre à l’Institut Pasteur de Paris pour y rencontrer le Docteur Emile Roux, qui vient de publier des travaux sur la diphtérie ainsi que sur le sérum qu'il venait de mettre au point. Le projet de cette délégation était de créer à Lille un centre de production de sérum antidiphtérique, un centre antirabique ainsi qu’un bureau d’hygiène. Emile Roux, proche collaborateur de Louis Pasteur, eut l’idée de créer à Lille un centre identique à l’institut Pasteur de Paris créé en 1888. Louis Pasteur approuve le projet et en confie la direction au Docteur Albert Calmette (docteur en médecine et élève de Louis Pasteur). 
Le docteur Calmette met tout de suite en place un centre de production de sérum antidiphtérique nécessaire aux divers services hospitaliers et aux médecins de la région dans les locaux provisoires abandonnés par l’ancienne faculté des sciences. Pour financer la création de l'institut, une souscription publique est lancée puis le conseil municipal débloque des fonds et la ville de Lille cède un terrain de 10 000 m². Les entreprises et le public apportent massivement leur aide financière et leurs dons pour construire l’Institut Pasteur de Lille permettent le développement rapide des recherches. La première pierre est posée le 20 novembre 1895. L'Institut Pasteur de Lille est reconnu d’utilité publique le 1er avril 1898 et est inauguré le 9 avril 1899 en présence de deux ministres, accompagnés de représentants officiels de l’Académie française, de l’Académie des Sciences et de Médecine ainsi que de Madame Pasteur et sa famille (Louis Pasteur étant mort le 28 septembre 1895). L’Institut aura coûté 972 000 F dont 300 000 F de ressources personnelles d’Albert Calmette. 
Le langage architectural de l'édifice à front du boulevard Louis XIV revendique son appartenance à l'éclectisme. Son emplacement, dans la prolongation du boulevard de la Liberté, l'insère parmi les monuments emblématiques de la modernisation de la ville de Lille de la fin du XIXe siècle et du début du XXe siècle. 
La plus grande découverte faite à l’Institut Pasteur de Lille est sans conteste la découverte du Bacille de Calmette Guérin (BCG). Le biologiste Albert Calmette et le vétérinaire Camille Guérin s’associent et mènent des recherches sur un vaccin contre la tuberculose. Après avoir été forcés d'interrompre leurs recherches en raison de l'invasion allemande en 1914, ils reprennent en 1921 et parviennent à modifier une souche de mycobacterium bovis (bacille de Koch) en la cultivant sur des tranches de pommes de terre immergées dans de la bile de bœuf stérile. La souche a perdu sa virulence sur l’homme mais reste suffisamment antigénique pour créer une réponse immunitaire. C’est la découverte du bacille de Calmette et Guérin ou BCG, le vaccin le plus utilisé au monde.

### Au cœur de la pandémie de COVID-19
Dès février 2020, une trentaine de chercheurs experts de l'Institut Pasteur de Lille se réunissent en une task-force dans le but de trouver rapidement un médicament efficace contre le virus SARS-CoV-2. En septembre 2020, l'Institut Pasteur de Lille affirme avoir trouvé dans sa chimiothèque, le clofoctol, une molécule efficace pour lutter contre la Covid-19. L'ANSM donne son feu vert début juin 2021 pour tester ce traitement, avec le recrutement de 346 patients prévus dans la région de Lille, dans le cadre du projet Thérapide. Les essais ne vont malheureusement commencer qu'en septembre 2021, le recrutement des volontaires étant difficile pour diverses raisons.

### Liste des directeurs généraux de l'Institut
| 1944           | 1971          | Charles Gernez-Rieux         |
| 1971           | 1974          | René Buttiaux                |
| 1974           | 1994          | Jean Samaille                |
| 1994           | 2002          | André Capron                 |
| 2002           | Novembre 2011 | Philippe Amouyel             |
| Novembre 2011  | Juillet 2014  | Jacques Richir (par interim) |
| Juillet 2014   | Juin 2018     | Patrick Berche,              |
| Janvier 2020   | Juillet 2023  | Xavier Nassif                |
| Septembre 2024 |               | Frédéric Batteux             |

## Structure
De nos jours, l’Institut Pasteur de Lille est un campus de 2 hectares dont 50 000 m² de laboratoires. Il dispose de sa propre identité scientifique, économique et juridique. Son campus abrite également l'Institut de biologie de Lille, un Centre de Prévention Santé Longévité, un musée retraçant son histoire et les découvertes scientifiques qu'il a abrité mais aussi un espace événementiel : Le 1894. 
L’Institut Pasteur de Lille regroupe 8 unités de recherche aux compétences pluridisciplinaires et transversales. Il soutient 12 plateformes technologiques, 7 relevant de l’Unité Mixte de Services PLBS (Plateformes Lilloises en Biologie et Santé) dont il est l'une des 5 tutelles.  Avec 811 collaborateurs sur le campus, il compte 326 salariés de l'Institut Pasteur de Lille, 420 salariés issus d'autres établissements (Inserm, CNRS, CHU de Lille, Université de Lille), ainsi que 65 stagiaires. Toutes appartenances confondues, il regroupe 717 chercheurs, ingénieurs et techniciens de laboratoires de 23 nationalités sur le campus.  
L'Institut est dirigé par intérim par le 8e adjoint au Maire de Lille, Jacques Richir jusqu'à juillet 2014, quand M. le professeur Patrick Berche assume la direction. Depuis 2015, un secrétaire général a été nommé, il s'agit de Didier Bonneau. Le professeur Berche prend sa retraite en 2018, date à partir de laquelle son poste restera vacant jusqu'au 1er janvier 2020 où le professeur Xavier Nassif est nommé. Depuis le 1er septembre 2024, les fonctions de directeur général sont assurées par le professeur Frédéric Batteux.  
En 2023, son Centre de Prévention Santé Longévité a effectué plus de 14 000 vaccinations, près de 12 000 bilans de santé, et dispensé plus de 9 000 consultations conseils aux voyageurs.  

## Centre de recherche
Les 34 équipes de recherche travaillent sur neuf grandes thématiques :
- Maladies infectieuses et inflammatoires (coronavirus, coqueluche, peste, hépatite C, hépatite E, légionellose, listériose, paludisme, bilharziose)
- Maladies neurodégénératives (maladie d’Alzheimer, démences)
- Diabète et obésité
- Maladies cardiovasculaires (infarctus, anévrisme, accident vasculaire cérébral (AVC), maladie coronarienne, athérosclérose)
- Maladies inflammatoires (du tube digestif, des voies respiratoires, asthme, allergies)
- Cancers
- Découverte de nouveaux médicaments
- Maladies respiratoires
- Tuberculose
- Microbiote

Les recherches effectuées au sein de l'Institut Pasteur de Lille ont donné lieu en 2023, à 739 publications scientifiques dans des revues internationales telles que Nature, Nature Genetics, the Lancet, PLoS One, PLoS Medicine, Gut, the New England Journal of Medicine etc. et au dépôt de 14 brevets. 
Une série de podcasts, La Vie à l'Institut Pasteur de Lille, initiée en février 2022, vulgarise les thématiques de recherche étudiées à l'Institut Pasteur de Lille et présente les problématiques traitées en prévention. 